# Чемпионат СССР по боксу 1962
28-й чемпионат СССР по боксу проходил 23—27 мая 1962 года в Киеве (Украинская ССР).

## Медалисты
| Весовая категория                   | Золото                                      | Серебро                                               | Бронза                                                                                                |
| ----------------------------------- | ------------------------------------------- | ----------------------------------------------------- | --- |
| Наилегчайший вес (до 51 кг)         | Виктор Быстров «Труд» (Московская область)  | Мирон Муха «Спартак» (Львов)                          | Михаил Рушанский Вооружённые силы (Ленинград) Станислав Сорокин Вооружённые силы (Московская область) |
| Легчайший вес (до 54 кг)            | Олег Григорьев Вооружённые силы (Москва)    | Сергей Сивко «Трудовые резервы» (Москва)              | Б. Надеждин «Труд» (РСФСР) Владимир Ботвинник «Спартак» (Минск)                                       |
| Полулёгкий вес (до 57 кг)           | Владимир Сафронов Вооружённые силы (Чита)   | Алексей Засухин «Динамо» (Минск)                      | Г. Сидун «Авангард» (Киев) Леонид Гончаров «Трудовые резервы» (Москва)                                |
| Лёгкий вес (до 60 кг)               | Борис Никоноров «Трудовые резервы» (Москва) | Виликтон Баранников «Буревестник» (Москва)            | Геннадий Какошкин «Спартак» (Ленинград) Валерий Плотников «Буревестник» (Москва)                      |
| Первый полусредний вес (до 63,5 кг) | Алоиз Туминьш Вооружённые силы (Рига)       | Владимир Каримов «Трудовые резервы» (Караганда)       | Геннадий Журнаев «Буревестник» (РСФСР) Михаил Радоняк «Спартак» (РСФСР)                               |
| Второй полусредний вес (до 67 кг)   | Ричардас Тамулис «Жальгирис» (Каунас)       | Виктор Агеев Вооружённые силы (Московская область)    | Леонид Шейнкман «Труд» (Москва) Леонард Тришкин «Динамо» (Алма-Ата)                                   |
| Первый средний вес (до 71 кг)       | Борис Лагутин «Труд» (Москва)               | Иван Соболев «Трудовые резервы» (Ленинград)           | Борис Соловей «Буревестник» (Омск) Анатолий Коромыслов Вооружённые силы (Москва)                      |
| Второй средний вес (до 75 кг)       | Валерий Попенченко «Динамо» (Ленинград)     | Алексей Киселёв Вооружённые силы (Московская область) | Герман Соломонов Вооружённые силы (Ленинград) Янис Рович «Даугава» (Рига)                             |
| Полутяжёлый вес (до 81 кг)          | Дан Позняк Вооружённые силы (Вильнюс)       | Григорий Иванов «Динамо» (Украина)                    | Виктор Красильников «Труд» (Москва) Борис Коревский «Труд» (РСФСР)                                    |
| Тяжёлый вес (свыше 81 кг)           | Андрей Абрамов Вооружённые силы (Москва)    | Абдысалан Нурмаханов «Трудовые резервы» (Алма-Ата)    | Николай Сухарев Вооружённые силы (Ростов-на-Дону) Владимир Селезнёв «Динамо» (Москва)                 |